# Rockmond Dunbar
Rockmond Dunbar (Oakland, Californië, 11 januari 1973) is een Amerikaans acteur. Hij werd onder andere bekend door zijn rol als Benjamin Miles "C-Note" Franklin in de Amerikaanse serie Prison Break. 

## Achtergrond
Dunbar is bekend geworden door zijn rol Kenny Chadway in de serie Soul Food. Dunbar heeft een aantal gastrollen gespeeld in bijvoorbeeld: Earth 2, Felicity, The Pretender, Two Guys and a Girl, CSI: Miami en North Shore.
- Library of Congress Control Number: no2009020789
- Virtual International Authority File: 78946201
- WorldCat: E39PBJdCmdmbJvPdJwD3py4THC